# Anton Erjavec
Anton Erjavec, slovenski rimskokatoliški duhovnik in pesnik, * 30. junij 1887, Brod pod Šmarno goro, † 23. februar 1910, Veli Lošinj.

## Življenje in delo
Po končani gimnaziji v Ljubljani je prav tam študiral bogoslovje, a komaj je nastopil kaplansko službo v Žužemberku (1909), se ga je lotila, že prej bolehnega, sušica. Le pičlih 6 let so izhajale njegove pesmi. Pesmi iz gimnazijskih let so bile pod vplivom Župančičeve zanosne lirike, zlasti pesemska zbirka Čez plan. Poleg Župančiča pa je bilo v njegovih pesmih kmalu opaziti tudi vpliv po kadilu dišeče svečeniške lirike Silvina Sardenka. Že v semenišču pa se je njegov pogled poglobil vase, osvobodil se je polagoma tujih vplivov in našel liriko svoje vrste. Nekatere izmed teh pesmi so pravi biseri naše lirike: npr. Starec (1909). Napisal je tudi novelico Družina (1908).